# Dragon Ball Z: Shin Budokai 2
Dragon Ball Z: Shin Budokai 2 (ドラゴンボールZ 真武道会2, Doragon bōru zetto: Shin budōkai tzū, littéralement « Dragon Ball Z : Le véritable tournoi 2 ») est un jeu vidéo de combat, édité par Atari Inc. et développé par Dimps sur l'univers de Dragon Ball Z. Le jeu est disponible depuis 2007 sur PlayStation Portable,.

## Modes de jeu

### Une autre voie (mode histoire)
Trunks, de retour dans le futur alternatif ravagé par les cyborgs a permis à la Terre de retrouver la paix. Mais cette trêve est de courte durée : durant le nouveau tournoi des arts martiaux auquel Trunks participe, six ennemis légendaires, dont Babidi, Dabra, Boo, Cooler, Broly et Janemba que ce futur n'a pas encore connu s'apprêtent à rentrer en scène...
Un scénario original qui fait suite à l'OAV Dragon Ball Z : L'Histoire de Trunks.l’histoire de goku (septièmeme univers.

### Arcade
Le mode « Arcade » permet de faire des combats contre une intelligence artificielle en un ou plusieurs rounds avec des personnages débloqués via le mode « Histoire ».
Il y a plusieurs types de difficulté « très facile », « facile », « moyen », « difficile », « extrême » et « Z » ; plusieurs choix de temps de combat : 60 secondes, 120, 180 et à l'infini ; plusieurs choix de nombre de rounds : 1 round, 2, 3, 4 et 5.

### Épreuve Z
Le mode Épreuve Z est un ensemble de missions secondaires sans lien avec le scénario du jeu.
Il est divisé en trois parties :
- La partie Survie, qui permet d'enchaîner des combats à l'infini (jusqu'à ce que le joueur perde) afin de mettre en place un record.
- La partie Contre la montre, composée de deux sections, Ctre la montre 1 et Ctre la montre 2, possédant chacune 7 parcours.
- La partie Défi, composée de 50 défis différents, chaque défi met en avant les techniques d'attaques et de défenses (par exemple, gagner un combat sans perdre de vie ou réussir à utiliser l'esquive trois fois). À noter que l'adversaire contrôlé par l'IA du mode Défi est toujours Son Goku.

### Entraînement
Ce mode permet de s’entraîner soit avec des personnages immobiles ou contre l’intelligence artificielle afin de librement expérimenter les techniques du jeu.

## Personnages jouables
- Son Goku (normal, Kaiô-ken, Super Saïyen 1, 2, 3 et 4)
- Son Gohan adolescent (normal, Super Saïyen 1 et 2)
- Son Gohan (normal, Super Saïyen 1 et 2, potentiel libéré par Rou Dai Kaiô Shin
- Son Gohan du futur (normal, Super Saïyen 1 et 2, potentiel libéré par Rou Dai Kaiô Shin)
- Vegeta (normal, Super Saïyen 1, 2, Majin Vegeta)
- Trunks du futur ((tenue terrienne/tenue saïyen) normal, Super Saïyen 1)
- Krilin (normal, potentiel libéré)
- Piccolo (normal, fusion avec Kami-sama)
- Freezer (forme finale, 100 % pleine puissance)
- C-18 (normal)
- Cell (forme parfaite, forme super parfaite)
- Boo (normal)
- Super Boo (normal, Gotenks absorbé, Son Gohan absorbé)
- Boo petit (normal)
- Dabra (normal)
- Cooler (normal, forme finale, Métal Cooler)
- Broly (Super Saïyen, Super Saïyen Légendaire)
- Gotenks (normal, Super Saïyen 1 et 3)
- Gogeta (Super Saïyen)
- Vegeto (normal, Super Vegeto)
- Paikûhan (normal)
- Janemba (normal)
- Baddack (normal)